# أم الطبقان
أم الطبقان قرية من قرى محافظة بدر في منطقة المدينة المنورة في السعودية، تقع غرب المدينة المنورة 

## التاريخ
قريه تابعة لمحافظة بدر. وقطنوا بها الأهالي حوالي قبل أربعين عاما. وعدد السكان حوالي 2000نسمه